# Tomales
Tomales és una concentració de població designada pel cens dels Estats Units a l'estat de Califòrnia. Segons el cens del 2000 tenia 210 habitants.

## Demografia
Segons el cens del 2000, Tomales tenia 210 habitants, 73 habitatges, i 41 famílies. La densitat de població era de 261,6 habitants/km².
Dels 73 habitatges en un 28,8% hi vivien nens de menys de 18 anys, en un 37% hi vivien parelles casades, en un 13,7% dones solteres, i en un 43,8% no eren unitats familiars. En el 28,8% dels habitatges hi vivien persones soles el 6,8% de les quals corresponia a persones de 65 anys o més que vivien soles. El nombre mitjà de persones vivint en cada habitatge era de 2,41 i el nombre mitjà de persones que vivien en cada família era de 3,1.
Per edats la població es repartia de la següent manera: un 22,4% tenia menys de 18 anys, un 3,8% entre 18 i 24, un 21,4% entre 25 i 44, un 41,9% de 45 a 60 i un 10,5% 65 anys o més.
L'edat mitjana era de 46 anys. Per cada 100 dones de 18 o més anys hi havia 87,4 homes.
La renda mitjana per habitatge era de 51.953 $ i la renda mitjana per família de 52.708 $. Els homes tenien una renda mitjana de 41.607 $ mentre que les dones 46.389 $. La renda per capita de la població era de 26.609 $. Cap de les famílies i el 14,3% de la població estaven per davall del llindar de pobresa.

## Poblacions més properes
El següent diagrama mostra les poblacions més properes.